# Владимир Маринковић
Владимир Маринковић (Београд, 2. фебруар 1976) српски је политичар, потпредседник Народне скупштине Републике Србије и функционер Српске напредне странке.

## Биографија
Завршио је студије на Факултета за трговину и банкарство "Јанићије и Даница Карић“ Универзитета "Браћа Карић" 2004. године и стекао звање дипломираног економисте. Магистарску тезу "Социјални дијалог као фактор европских интеграција Србије" је одбранио 2007. године на истом факултету, а ту је и докторирао 2008. године са тезом "Положај света рада у процесу глобализације".
Боравио је на студиозним путовањима у Италији, Норвешкој и Словенији.
На Вишој стручној школи у Љубљани је био сарадник у настави. Радио је као ванредни професор Факултета за пословне студије Универзитета Мегатренд, Факултета за менаџмент у спорту Универзитета "Браћа Карић" и Независног универзитета Бања Лука, а предавао је и на Високој струковној школи за предузетништво, где је био директор.

## Политичка делатност
На парламентарним изборима 2007. и 2008. године, Маринковић је био кандидат на листи Покрета снага Србије. Исте године се придружио Социјалдемократској партији Србије, коју је основао Расим Љајић. Био је члан Председништва СДПС-а.
Изабран је за народног посланика на изборима 2012. године, као кандидат Социјалдемократске партије Србије на изборној листи Избор за бољи живот — Борис Тадић, коју је чинила коалиција окупљена око Демократске странке. Пошто је СДПС направио коалицију са Српском напредном странком и учествовао у формирању Владе, Маринковић је постао посланик скупштинске већине. У то време је био члан посланичке групе пријатељства са Уједињеним Арапским Емиратима.
На парламентарним изборима 2014. године, СДПС је био део предизборне коалиције окупљене око Српске напредне странке и Маринковић је поново изабран за народног посланика. Априла 2014. године, изабран је за потпредседника Народне скупштине Републике Србије.
Након парламентарних избора 2016. године, поново је изабран за потпредседника Народне скупштине Републике Србије.
Марта 2020. године, Маринковић је саопштио да постаје члан Српске напредне странке. Као њен кандидат на парламентарним изборима у јуну 2020. године, на листи на којој је била и Социјалдемократска партија Србије, поново је изабран за народног посланика.
Маринковић је председник посланичке групе пријатељства Србије и Малтешког реда.

### Ставови
Маринковић активно сарађује са представницима Државе Израел. Боравио је у посету Кнесету, израелском парламенту, као шеф српске парламентарне делегације на конференцији поводом 70. годишњице оснивања Израела, јула 2018. године. Говорио је на панелу "Нова ера пријатељства Србије и Израела", заједно са Алоном Фишер-Кам (амбасадорком Израела), који је организовало удружење грађана Национална авангарда, 4. јула 2019. године у хотелу Хилтон у Београду. На том скупу је изјавио:
Теза Групе пријатељства са Израелом у нашем парламенту је да се модерна Европа, наша јудеохришћанска цивилизација, брани на Голанској висоравни.— Владимир Маринковић

## Награде и признања
- Орден pro Merito Melitensi, додељен 2014. године (Суверени Малтешки ред).[7]